# Garrett Muagututia
Garrett Muagututia (Oceanside, 26 de fevereiro de 1988) é um jogador de voleibol norte-americano que atua na posição de ponteiro.

## Carreira

### Clube
A carreira de Muagututia começou em Francis Parker HS, antes de jogar pela equipe da UCLA, com a qual competiu na NCAA Division I de 2007 a 2010. Após sua carreira universitária, na temporada 2010–11 o atleta se profissionalizou, jogando na liga espanhola com o Voley Guada, ajudando a equipe a alcançar a promoção para a primeira divisão e ganhar a Taça do Príncipe. Na temporada seguinte, se transferiu para o voleibol finlandês para atuar no Raision Loimu.
Na temporada 2012–13, o atleta foi defender as cores do Sieco Service Ortona na segunda divisão do Campeonato Italiano. Terminou a temporada seguinte no voleibol polonês atuando pelo Transfer Bydgoszcz. De 2014 a 2017, o Muagututia atuou no voleibol chinês, atuando pelo Fujian Volleyball por duas temporadas, e no Tianjin Volleyball por apenas uma temporada.
Após um curto período de inatividade, em janeiro de 2018 assinou com o Sporting Clube de Portugal, onde jogou a segunda metade da temporada 2017–18, na primeira divisão do Campeonato Português, e conquistou o título nacional da temporada. Novamente inativo, volta as quadras em dezembro de 2018, desta vez no Campeonato Grego para competir a segunda parte do campeonato 2018–19 com o PAOK Thessaloniki, com o qual vence a copa nacional, sendo também premiado como melhor jogador do torneio. Em outubro de 2019, após um período de inatividade, transferiu-se para o campeonato italiano para disputar a temporada 2019-20 com o Calzedonia Verona.
Na temporada 2020-21 voltou a disputar a liga polonesa, desta vez defendendo as cores do Aluron CMC Warta Zawiercie, por onde atuou por apenas uma temporada. Em 2021, assinou contrato com o Al-Ahly SC. Com o clube egípcio, conquistou o título do Campeonato Africano de Clubes de 2022.

### Seleção
Muagututia fez sua estreia na seleção adulta dos Estados Unidos conquistando a medalha de prata na Copa Pan-Americana de 2011, depois conquistando o ouro na edição de 2012. Dois anos após, conquistou o título da Liga Mundial de 2014 após vitória sobre a seleção brasileira. 
Em 2019, conquistou a medalha de prata na segunda edição da Liga das Nações e a medalha de bronze na Copa do Mundo. Em 2021 representou a seleção norte-americana nos Jogos Olímpicos de Tóquio, onde terminou na décima colocação. Em 2022, voltou a ser vice-campeão da Liga das Nações após derrota na final para a seleção francesa.

## Vida pessoal
Seu pai, Faauuga Muagututia, é um ex-marinheiro da United States Navy SEALs que competiu bobsleigh pela Samoa Americana nos Jogos Olímpicos de Inverno de 1994. Sua mãe, Kathleen Muagututia, jogou voleibol universitário pela UC Riverside.
Muagututia casou-se com Keisha Lehua em 2017. O casal têm dois filhos.

## Títulos
Sporting Clube
- Campeonato Português: 2017–18

PAOK Thessaloniki
- Copa da Grécia: 2018–19

Al-Ahly SC
- Campeonato Africano de Clubes: 2022

## Clubes
| Anos      | Clube                       |
| --------- | --------------------------- |
| 2010–2011 | Voley Guada                 |
| 2011–2012 | Raision Loimu               |
| 2012–2013 | Sieco Service Ortona        |
| 2013–2014 | Transfer Bydgoszcz          |
| 2014–2016 | Fujian Volleyball           |
| 2016–2017 | Tianjin Volleyball          |
| 2018–2018 | Sporting Clube de Portugal  |
| 2019–2019 | PAOK Thessaloniki           |
| 2019–2020 | Calzedonia Verona           |
| 2020–2021 | Aluron CMC Warta Zawiercie  |
| 2021–2022 | Al-Ahly SC                  |
| 2022–2023 | Jakarta Bhayangkara Presisi |
| 2024–     | Spor Toto Spor Kulübü       |

## Prêmios individuais
- 2019: Copa Grega – MVP